# Sixpm
Sixpm, pseudonimo di Andrea Ferrara (Napoli, 21 marzo 1988), è un produttore discografico, disc jockey e musicista italiano.

## Biografia
Nato e cresciuto a Napoli, inizia ad approcciarsi alla musica in giovane età, iniziando a suonare la chitarra e poi il basso. Qualche anno dopo si trasferisce a Milano. A 14 anni già compone e suona, frequenta corsi di chitarra dove vince un premio e si esibisce con Elio e le Storie Tese in una discoteca milanese; verso i 17 anni con Pietro Miano formerà il team di produzione 2nd Roof con i quali rimarrà fino al 2014.
Si trasferisce nel 2015 a New York dove incontrerà Rose Villain e diventerà suo produttore esecutivo. Dal 2016 ha iniziato a frequentare alcuni tra i maggiori studi di registrazione di Los Angeles dove ha collaborato con vari autori vincitori di Grammy come Bibi Bourelly, Stevie Aiello, Jay Novus. La sua musica ha suscitato l'interesse del team di Mike Will Made It, Bob Sinclar, Robin Schulz e molti altri. Nel 2018 ha firmato il suo primo contratto editoriale internazionale con BMG. Nel 2019 debutta come artista nel singolo Kanye Loves Kanye insieme a Rose Villain e gli MDNT, il singolo è uscito via Island Records UK.
Sixpm ha prodotto e co-prodotto singoli di successo come Chico di Guè, Rose Villain e Luchè, Milionario sempre di Guè, Don Medellín di Salmo. Nel 2021 produce e assume la direzione artistica dell’intero album di Gue Guesus. Nel 2022 pubblica, insieme a Jovanotti, i singoli I Love You Baby e Sensibile all'estate.
Il 19 maggio 2023 esce con il suo singolo insieme a Guè e Ghali dal titolo Puta pubblicata da Capitol Italia. Universal etichetta per cui Ferrara è stato nominato direttore artistico. Il 10 aprile 2024 sigla un nuovo contratto editoriale con Sugar Music Publishing. Il 15 maggio 2024 fonda insieme alla moglie Rose Villain la società editoriale Cash and Carter Music amministrata da Warner Chappell Music Italiana.

### Genere e influenze
Le sue produzioni fondono Urban, Trap, Latin ed 80's e sono riconoscibili dall'uso di chitarre lo-fi, sintetizzatori vintage e Roland 808.

## Vita privata
Il 23 maggio 2022 si è sposato a New York con la cantautrice Rosa Luini, in arte Rose Villain.

## Discografia

### Singoli
- 2019 – Kanye Loves Kanye (con Rose Villain e MDNT)
- 2021 – Elvis (con Rose Villain e Guè)
- 2022 – I Love You Baby (con Jovanotti)
- 2022 – Sensibile all'estate (con Jovanotti)
- 2023 – Puta (con Ghali e Guè)
- 2024 – My Love! (con Rose Villain, Ernia e SLF)

## Produzioni
- Guè
  - 2011 - Il ragazzo d'oro feat. Caneda (con i 2nd Roof)
  - 2011 - Giù il soffitto (con i 2nd Roof)
  - 2011 - Da grande (con i 2nd Roof)
  - 2011 - Grezzo feat. Vincenzo da Via Anfossi (con i 2nd Roof)
  - 2013 - Business (con i 2nd Roof)
  - 2013 - Scappati di casa (con i 2nd Roof)
  - 2013 - Fuori (con i 2nd Roof)
  - 2013 - Indelebile feat. Fedez (con i 2nd Roof)
  - 2013 - Easy Boy feat. Jake La Furia (con i 2nd Roof)
  - 2013 - Come mai (Itaglia) (con i 2nd Roof)
  - 2013 - Si sboccia (con i 2nd Roof)
  - 2013 - Forza campione feat. Zuli & Ensi (con i 2nd Roof)
  - 2015 - Oro e diamanti
  - 2015 - Signora
  - 2017 - Milionario feat. El Micha
  - 2017 - La mia collana
  - 2017 - T'apposto
  - 2018 - 2% feat. Frah Quintale
  - 2020 - Chico feat. Rose Villain & Luchè
  - 2020 - Parte di me feat. Carl Brave
  - 2020 - Dem Fake feat. Alborosie
  - 2021 - Gangster of Love feat. Rick Ross (con Shablo)
  - 2021 - Piango sulla Lambo feat. Rose Villain
  - 2021 - Blitz! feat. Geolier
  - 2021 - Veleno
  - 2021 - Nessuno (con i 2nd Roof)
  - 2021 - Cose non sane (Interlude)
  - 2021 - Lunedì blu feat. Salmo
  - 2021 - Sponsor feat. Dutchavelli (con Rvchet)
  - 2021 - Too Old to Die Young
  - 2022 - Loco
- Club Dogo
  - 2014 - Un'altra via non c'è (con i 2nd Roof)
  - 2014 - Quando tornerò feat. Entics (con i 2nd Roof)
- Emis Killa
  - 2014 - Mercurio (con i 2nd Roof)
  - 2014 - Straight Ridah (con i 2nd Roof)
  - 2014 - Balla col diavolo (con i 2nd Roof)
  - 2014 - Che abbia vinto o no (con i 2nd Roof)
- Jake La Furia
  - 2014 - Musica commerciale (con i 2nd Roof)
  - 2014 - Inno nazionale (con i 2nd Roof)
  - 2014 - Più forte (con i 2nd Roof)
  - 2014 - Se avessi un cuore (con i 2nd Roof)
  - 2014 - Teddy Boy (con i 2nd Roof)
  - 2014 - Come un serpente (con i 2nd Roof)
- Salmo
  - 2016 - Don Medellín (feat. Rose Villain)
- Marracash
  - 2014 - Vendetta (2nd Roof RMX) (con i 2nd Roof)
  - 2014 - Sogni non tuoi (con i 2nd Roof)
- Benji e Fede
  - 2015 - New York
  - 2015 - Lunedi'
  - 2015 - Fino a farmi male
  - 2015 - Stroboscopica
  - 2015 - Prendimi per mano
- Jovanotti
  - 2022 - I Love You Baby
  - 2022 - Sensibile all'estate
- Rose Villain
  - 2016 - Get the Fuck Out of My Pool
  - 2016 - Geisha
  - 2017 - Kitty Kitty
  - 2017 - Don't Call the Po-Po
  - 2018 - Funeral Party
  - 2018 - It's Snowing Motherfucker
  - 2019 - SWOOP! (con Sydney Swift)
  - 2019 - Kanye Loves Kanye (with MDNT)
  - 2019 - Sneakers
  - 2020 - Bundy
  - 2020 - Il diavolo piange
  - 2020 - Goodbye
  - 2021 - Elvis feat. Guè
  - 2021 - Gangsta Love feat. Rosa Chemical
  - 2022 - Michelle Pfeiffer feat. Tony Effe
  - 2022 - Rari (con HNDRC)
  - 2023 - Dalle Ombre
  - 2023 - Gotham
  - 2023 - Lamette feat. Salmo (con Zef)
  - 2023 - Non sono felice per te (con Zef)
  - 2023 - Due facce feat. Tedua (con Steve Aiello)
  - 2023 - Moonlight (con Drillionaire)
  - 2023 - Fantasmi feat. Geolier
  - 2023 - Rehab feat. Carl Brave
  - 2023 - Yakuza
  - 2023 - Monet feat. Elisa
  - 2023 - Cartoni animati
  - 2023 - Io, me ed altri guai
  - 2024 - Click boom!
  - 2024 - Hattori Hanzo
  - 2024 - Stan feat. Ernia
  - 2024 - Huh?
  - 2024 - Graffiti feat. Bresh
  - 2024 - Il mio funerale
  - 2024 - Brutti Pensieri
  - 2024 - Hai mai visto piangere un cowboy?
  - 2024 - Trasparente
  - 2024 - Come un tuono feat. Guè
  - 2024 - Milano almeno tu
- Cara
  - 2020 - Le feste di Pablo feat. Fedez (con d.whale)
  - 2020 - 99
- Giaime
  - 2021 - Soli feat. Rose Villain (con Andry the Hitmaker)
- Sangiovanni
  - 2023 - Americana
  - 2024 - Finiscimi
- Elettra Lamborghini
  - 2020 - Bombonera
- Gemitaiz
  - 2013 - Pistorius (con i 2nd Roof)
  - 2013 - 2013 (accendila) (con i 2nd Roof)
- Ma Rue
  - 2014 - Cioccolata feat. Caneda (con i 2nd Roof)
  - 2014 - Via da qui (con i 2nd Roof)
  - 2014 - Nuova Ex feat. Guè (con i 2nd Roof)
  - 2014 - Click Hallal (con i 2nd Roof)
  - 2014 - Osama (con i 2nd Roof)
  - 2014 - Che ne sai (con i 2nd Roof)
  - 2014 - Parlo di lei (con i 2nd Roof)
  - 2014 - Per i miei kho (con i 2nd Roof)
  - 2014 - Sono sei (con i 2nd Roof)
  - 2014 - Ci penso dopo (con i 2nd Roof)
- BALTIMORA
  - 2021 - Altro (con BALTIMORA, Jacopo Volpe, Enrico Brun)
- Karakaz 
  - 2021 - Useless (con Jacopo Volpe, Enrico Brun, Luigi Pianezzola)
- VERSAILLES
  - 2021 - TRUMAN SHOW (con Jacopo Volpe, Enrico Brun, Federico Nardelli, Giordano Colombo)
- Jack Vandervelde
  - 2019 - Too Seriously
- Axos
  - 2018 - Keith Moon
- 2nd Roof
  - 2010 - Quale strada prendere ft. Guè & Entics
  - 2012 - YN
  - 2012 - Neat
  - 2012 - Orange
  - 2012 - Distant
  - 2012 - Late
- Orietta Berti
  - 2021 - Luna piena
- Elisa
  - 2022 - A tempo perso
  - 2022 - Quello che manca ft. Rkomi
  - 2022 - Domino
- Fred De Palma
  - Au Revoir ft. Guè & Rose Villain
- Ernia
  - 2022 - Lewandowski IX
  - 2022 - Bu! (con Junior K)
  - 2022 - Bella fregatura (con CELO)
  - 2022 - Qualcosa che manca (feat. Rkomi)
  - 2022 - Cattive intenzioni (feat. Salmo)
  - 2022 - Weekend (con Junior K, D-ROSS, Startuffo)
  - 2022 - Non ho sonno (con Junior K)
  - 2022 - Il mio nome (feat. Valentina Cabassi) (con Junior K)
  - 2022 - Rose e fiori
  - 2022 - L'impostore
- Rondodasosa
  - 2022 - Scusa
- PAULO
  - 2020 - AD UN PARTY